# Hôtel de Maîche
L'hôtel de Maîche est un hôtel particulier situé à Besançon dans le département du Doubs.

## Localisation
L'édifice est situé au 74 grande rue dans le quartier de la Boucle de Besançon.

## Historique
En 1741, Joseph Guyot de Bermont, seigneur de Maîche, rachète deux parcelles pour constituer l'hôtel actuel et la façade de l'hôtel sera restaurée en 1780 par l'architecte bisontin Jean-Charles Colombot.
L'hôtel fait l’objet d’une inscription au titre des monuments historiques depuis le 8 août 1994.